# Martin Garrix
Martijn Gerard Garritsen, känd som Martin Garrix, född 14 maj 1996 i Amsterdam, är en nederländsk discjockey och musikproducent som skrev skivkontrakt med Spinnin' Records under 2013. Han slog igenom med låten "Animals", som blev en internationell hit.
Han har 15,6 miljoner följare på Instagram, 8,5 miljoner följare på Twitter och 14,2 miljoner prenumeranter på Youtube. Han kom på 3:e plats i DJMags "top 100 DJ's 2015". 2015 gjorde Martin Garrix slut med sitt skivbolag Spinnin' Records och lanserade i mars 2016 sitt eget skivbolag, STMPD RCRDS. På detta skivbolag har sedan en ny artist under namnet AREA21 kommit fram med låtarna "Spaceships" och "Girls". AREA21 är ett samarbete mellan Martin Garrix och den amerikanske rapparen "Maejor".
2016 släppte Garrix låten "In The Name Of Love" med Bebe Rexha. Med denna låt lyckades Martin Garrix göra vad han hade strävat efter sedan början av sin karriär, vilket var att göra en låt som blev större än hitten från 2013, "Animals".
Senare samma år kom han på första plats i DJMags "Top 100 DJ's 2016" vilket innebar att han steg två platser från föregående år och blev sedd som världens bästa DJ. År 2017 samt 2018 låg han kvar på första platsen.
År 2021 släppte Garrix den officiella låten "We Are The People" för Fotbolls-EM 2020 tillsammans med Bono och The Edge från det irländska rockbandet U2. “Att skapa musiken till en av de största sporthändelserna i världen tillsammans med Bono och The Edge har varit en otrolig upplevelse. Jag är väldigt stolt över det vi har gjort och glad över att äntligen få dela det med världen”, sade Garrix i ett pressmeddelande. Garrix var även med och producerade vinjetter och andra ljudsekvenser för mästerskapet som sköts upp till 2021 istället för 2020 med anledning av Coronaviruspandemin.
Den 1 april 2022 annonserade Martin Garrix att han skulle släppa sitt första album i samband med utgivningen av singeln "Limitless". Albumet, med titeln "Sentio", släpptes den 29 april samma år med och beskrevs av Garrix själv som ett "club album" och hade 11 låtar som släppts som singlar under sju veckor fram tills albumet släpptes.  Senare samma år hamnade Garrix på första plats i DJMags "Top 100 DJ's 2022" vilket var den fjärde gången han blev utsedd till årets främsta dj vilket innebar att han steg en plats upp från föregående år då han kom tvåa. 

## Bok
Den 23 augusti 2018 publicerade Garrix en bild på omslaget av den kommande boken MARTIN GARRIX LIFE = CRAZY, med bilder och citat angående karriären och sitt personliga liv. Boken släpptes i oktober 2018.

## Diskografi

### Singlar
| År   | Titel                                                                   | Utgivingsdatum | Album                                   |
| ---- | ----------------------------------------------------------------------- | -------------- | --------------------------------------- |
| 2012 | "ITSA" (med Sleazy Stereo)                                              | 2012-04-09     | -                                       |
| 2012 | "Keygen"                                                                | 2012-09-03     | -                                       |
| 2012 | "BFAM" (med Julian Jordan)                                              | 2012-11-12     | -                                       |
| 2013 | "Torrent" (med Sidney Samson)                                           | 2013-02-19     | -                                       |
| 2013 | "Error 404" (med Jay Hardway)                                           | 2013-03-18     | -                                       |
| 2013 | "Just Some Loops" (med TV Noise)                                        | 2013-05-31     | -                                       |
| 2013 | "Animals"                                                               | 2013-06-17     | Gold Skies EP                           |
| 2013 | "Project T" (Remix)                                                     | 2013-09-30     | -                                       |
| 2013 | "Wizard" (med Jay Hardway)                                              | 2013-12-02     | Gold Skies EP                           |
| 2014 | "Crackin" (med Bassjackers)                                             | 2014-01-20     | -                                       |
| 2014 | "Helicopter" (med Firebeatz)                                            | 2014-02-14     | -                                       |
| 2014 | "Proxy"                                                                 | 2014-03-06     | Gold Skies EP                           |
| 2014 | "Tremor" (med Dimitri Vegas & Like Mike)                                | 2014-04-21     | Gold Skies EP                           |
| 2014 | "Gold Skies" (med Sander Van Doorn, DVBBS)                              | 2014-06-02     | Gold Skies EP                           |
| 2014 | "Backlash" (med DubVision)                                              | 2014-07-07     | -                                       |
| 2014 | "Turn Up The Speakers" (med Afrojack)                                   | 2014-08-25     | -                                       |
| 2014 | "Virus" (med MOTi)                                                      | 2014-10-13     | -                                       |
| 2014 | "Set Me Free" (med Dillon Francis)                                      | 2014-10-28     | Money Sucks, Friends Rule               |
| 2015 | "Forbidden Voices"                                                      | 2015-02-06     | -                                       |
| 2015 | "Don't Look Down" (med Usher)                                           | 2015-03-17     | -                                       |
| 2015 | "The Only Way Is Up" (med Tiësto)                                       | 2015-05-04     | Club Life, Vol. 4 - New York City       |
| 2015 | "Dragon" (med Matisse & Sadko)                                          | 2015-07-06     | Break Through The Silence EP            |
| 2015 | "Break Through The Silence" (med Matisse & Sadko)                       | 2015-07-13     | Break Through The Silence EP            |
| 2015 | "Poison"                                                                | 2015-10-30     | -                                       |
| 2015 | "Bouncy Bob" (med Mesto, Justin Mylo)                                   | 2015-12-31     | -                                       |
| 2016 | "Now That I've Found You" (med John & Michel)                           | 2016-03-11     | -                                       |
| 2016 | "Lions In The Wild" (med Third Party)                                   | 2016-05-27     | -                                       |
| 2016 | "Oops"                                                                  | 2016-06-13     | -                                       |
| 2016 | "In The Name Of Love" (med Bebe Rexha)                                  | 2016-07-28     | -                                       |
| 2016 | "WIEE" (med Mesto)                                                      | 2016-10-14     | Seven EP                                |
| 2016 | "Sun Is Never Going Down" (med Dawn Golden)                             | 2016-10-15     | Seven EP                                |
| 2016 | "Spotless" (med Jay Hardway)                                            | 2016-10-16     | Seven EP                                |
| 2016 | "Hold On & Believe" (med The Federal Empire)                            | 2016-10-17     | Seven EP                                |
| 2016 | "Welcome" (med Julian Jordan)                                           | 2016-10-18     | Seven EP                                |
| 2016 | "Together" (med Matisse & Sadko)                                        | 2016-10-19     | Seven EP                                |
| 2016 | "Make Up Your Mind" (med Florian Picasso)                               | 2016-10-20     | Seven EP                                |
| 2017 | "Scared To Be Lonely" (med Dua Lipa)                                    | 2017-01-27     | -                                       |
| 2017 | "Byte" (med Brooks)                                                     | 2017-04-07     | -                                       |
| 2017 | "There For You" (med Troye Sivan)                                       | 2017-05-26     | -                                       |
| 2017 | "Pizza"                                                                 | 2017-08-25     | -                                       |
| 2017 | "Forever" (med Matisse & Sadko)                                         | 2017-10-20     | -                                       |
| 2017 | ”So Far Away” (med David Guetta)                                        | 2017-12-01     | -                                       |
| 2018 | "Like I Do" (med David Guetta och Brooks)                               | 2018-02-22     | -                                       |
| 2018 | "Game Over" (med LOOPERS)                                               | 2018-04-20     | -                                       |
| 2018 | "Ocean" (med Khalid)                                                    | 2018-06-15     | -                                       |
| 2018 | "High On Life" (med Bonn)                                               | 2018-07-29     | -                                       |
| 2018 | "Burn Out" (med Justin Mylo och Dewain Whitmore)                        | 2018-09-14     | -                                       |
| 2018 | "Breach (Walk Alone) (med Blinders)                                     | 2018-10-14     | BYLAW EP                                |
| 2018 | "Yottabyte"                                                             | 2018-10-15     | BYLAW EP                                |
| 2018 | "Latency" (med Dyro)                                                    | 2018-10-16     | BYLAW EP                                |
| 2018 | "Access"                                                                | 2018-10-17     | BYLAW EP                                |
| 2018 | "Waiting For Tomorrow" (med Pierce Fulton och Mike Shinoda)             | 2018-10-18     | BYLAW EP                                |
| 2018 | "Dreamer" (med Mike Yung)                                               | 2018-11-01     | -                                       |
| 2018 | "Glitch" (med Julian Jordan)                                            | 2018-12-14     | -                                       |
| 2019 | "No Sleep" (med Bonn)                                                   | 2019-02-21     | -                                       |
| 2019 | "Mistaken" (med Matisse & Sadko och Alex Aris)                          | 2019-01-31     | -                                       |
| 2019 | "Summer Days" (med Macklemore och Patrick Stump)                        | 2019-04-25     | -                                       |
| 2019 | "These Are The Times" (med JRM)                                         | 2019-07-18     | -                                       |
| 2019 | "Home" (med Bonn)                                                       | 2019-08-16     | -                                       |
| 2019 | "Used To Love" (med Dean Lewis)                                         | 2019-10-31     | -                                       |
| 2019 | "Hold On" (med Matisse & Sadko och Michel Zitron)                       | 2019-12-27     | -                                       |
| 2020 | "Used To Love (Acoustic Version)" (med Dean Lewis)                      | 2020-02-14     | -                                       |
| 2020 | "Drown" (med Clinton Kane)                                              | 2020-02-27     | -                                       |
| 2020 | "Higher Ground" (med John Martin)                                       | 2020-05-14     | -                                       |
| 2020 | "Fire" (med Ytram (pseudonym) och Elderbrook)                           | 2020-09-04     | -                                       |
| 2020 | "Alive" (med Ytram (pseudonym) och Citadelle)                           | 2020-12-17     | -                                       |
| 2021 | "Pressure" (med Tove Lo)                                                | 2021-02-05     | -                                       |
| 2021 | "We Are The People" (med Bono och The Edge)                             | 2021-06-18     | -                                       |
| 2021 | "Love Runs Out" (med G-Eazy och Sasha Alex Sloan)                       | 2021-08-06     | -                                       |
| 2021 | "Lovin' Every Minute" (som AREA21 med Maejor)                           | 2021-08-27     | Greatest Hits Volume 1 (av AREA21)      |
| 2021 | "Followers" (som AREA21 med Maejor)                                     | 2021-09-17     | Greatest Hits Volume 1 (av AREA21)      |
| 2021 | "Diamonds" (med Julian Jordan och Tinie Tempah)                         | 2021-10-08     | -                                       |
| 2021 | "Won't Let You Go" (med Matisse & Sadko och John Martin)                | 2021-12-10     | -                                       |
| 2022 | "Follow" (med Zedd)                                                     | 2022-03-25     | Sentio                                  |
| 2022 | "Limitless" (med Mesto)                                                 | 2022-04-01     | Sentio                                  |
| 2022 | "Reboot" (med Vluarr)                                                   | 2022-04-05     | Sentio                                  |
| 2022 | "Quantum" (med Brooks)                                                  | 2022-04-08     | Sentio                                  |
| 2022 | "Good Morning" (med Matisse & Sadko)                                    | 2022-04-12     | Sentio                                  |
| 2022 | "Starlight (Keep Me Afloat)" (med Dubvision och Shaun Farrugia)         | 2022-04-15     | Sentio                                  |
| 2022 | "Funk" (med Julian Jordan)                                              | 2022-04-19     | Sentio                                  |
| 2022 | "Find You" (med Justin Mylo och Dewain Whitmore)                        | 2022-04-22     | Sentio                                  |
| 2022 | "Aurora" (med Blinders)                                                 | 2022-04-26     | Sentio                                  |
| 2022 | "Oxygen" (med Dubvision och Jordan Grace)                               | 2022-04-29     | Sentio                                  |
| 2022 | "If We'll Ever Be Remembered" (med Shaun Farruiga)                      | 2022-04-29     | Sentio                                  |
| 2022 | "Loop" (med DallasK och Sasha Alex Sloan)                               | 2022-07-15     | -                                       |
| 2022 | "Something" (med Breathe Carolina)                                      | 2022-07-29     | STMPD RCRDS x Tomorrowland Music        |
| 2022 | "Hero" (med JVKE)                                                       | 2022-12-08     | -                                       |
| 2023 | "Hurricane" (med Sentinel och Bonn)                                     | 2023-06-02     | STMPD RCRDS x Tomorrowland Music Vol. 2 |
| 2023 | "Real Love" (med Lloyiso)                                               | 2023-09-22     | -                                       |
| 2024 | "Carry You" (med Third Party, Oaks och Declan J Donovan)                | 2024-02-16     | IDEM (EP)                               |
| 2024 | "Carry You - Instrumental" (med Third Party, Oaks och Declan J Donovan) | 2024-02-16     | IDEM (EP)                               |
| 2024 | "Breakaway" (med Mesto och WILLHELM)                                    | 2024-02-23     | IDEM (EP)                               |
| 2024 | "Breakway - Instrumental" (med Mesto och WILLHELM)                      | 2024-02-23     | IDEM (EP)                               |
| 2024 | "Biochemical" (med Seth Hills)                                          | 2024-03-01     | IDEM (EP)                               |
| 2024 | "Empty" (med DubVision och Jaimes)                                      | 2024-03-08     | IDEM (EP)                               |
| 2024 | "Empty - Instrumental" (med DubVision och Jaimes)                       | 2024-03-08     | IDEM (EP)                               |
| 2024 | "Wherever You Are" (med DubVision och Shaun Farrugia)                   | 2024-06-07     | -                                       |
| 2024 | "Smile" (med Carolina Liar)                                             | 2024-07-19     | -                                       |
| 2024 | "Gravity" (med Sem Vox och Jaimes)                                      | 2024-10-18     | -                                       |
| 2024 | "Gravity - Instrumental" (med Sem Vox och Jaimes)                       | 2024-10-18     | -                                       |
| 2024 | "Told You So" (med Jex)                                                 | 2024-11-22     | -                                       |

### EP
- 2014 - "Gold Skies EP"
- 2015 - "Break Through The Silence EP" (med Matisse & Sadko)
- 2016 - "Seven"
- 2018 - "BYLAW EP"
- 2024 - IDEM

### Samlingsalbum
| År   | Titel                                       | Utgivningsdatum |
| ---- | ------------------------------------------- | --------------- |
| 2019 | The Martin Garrix Experience                | 2019-07-10      |
| 2020 | Martin Garrix presents STMPS RCRDS Vol. 001 | 2020-09-25      |
| 2020 | Martin Garrix presents STMPD RCRDS Vol. 002 | 2020-11-06      |
| 2020 | Martin Garrix presents STMPD RCRDS Vol. 003 | 2020-11-27      |
| 2021 | Martin Garrix presents STMPD RCRDS Vol. 004 | 2021-03-05      |
| 2021 | Martin Garrix presents STMPD RCRDS Vol. 005 | 2021-07-09      |
| 2022 | Martin Garrix presents STMPD RCRDS Vol. 006 | 2022-02-11      |

### Diskografi under pseudonym/er
| År   | Titel                                                         | Utgivningsdatum | Pseudonym |
| ---- | ------------------------------------------------------------- | --------------- | --------- |
| 2013 | "Gamer" (med Bassjackers)                                     | 2013-11-18      | GRX       |
| 2014 | "Can't You See" (med Shermanology)                            | 2014-03-17      | GRX       |
| 2017 | "Bommerang" (med Brooks)                                      | 2017-10-13      | GRX       |
| 2018 | "X's" (med CMC$ och Icona Pop)                                | 2018-09-12      | GRX       |
| 2018 | "X's (Osrin Remix)" (med CMC$, Icona Pop och Osrin)           | 2018-11-23      | GRX       |
| 2019 | "X's (Seth Hills Remix)" (med CMC$, Icona Pop och Seth Hills) | 2019-01-04      | GRX       |
| 2020 | "Restart Your Heart" (med Florian Picasso)                    | 2020-04-17      | GRX       |
| 2020 | "Make You Mine" (med Bleu Clair och RA)                       | 2020-07-17      | Ytram     |
| 2020 | "Fire" (med Elderbrook)                                       | 2020-09-04      | Ytram     |
| 2020 | "Alive" (med Citadelle)                                       | 2020-12-17      | Ytram     |
| 2021 | "Fire [KAIOS Remix]" (med Elderbrook och KAIOS)               | 2021-01-15      | Ytram     |
| 2021 | "Far Away" (med Florian Picasso)                              | 2021-10-29      | GRX       |
| 2023 | "No More" (med Vluarr, Thomas Nan & ZANA)                     | 2023-06-23      | GRX       |
| 2024 | "Empire" (med NUZB)                                           | 2024-10-04      | GRX       |
| 2024 | "The Game" (med LADANZA)                                      | 2024-10-11      | Ytram     |
| 2024 | "I Don't Know Your Name (The Wire)" (med CMC$ och MALARKEY)   | 2024-11-01      | Ytram     |

## AREA21
"AREA21" är namnet på den musikduo som består av Martin Garrix och den amerikanske rapparen Maejor. Namnet är inspirerat av den beryktade amerikanska militärbasen, Area 51. Tanken bakom AREA21 är att det är två aliens som heter "M" och "M" som flyger runt i rymden och sprider "Good vibes" tills de en dag flyger in i en satellit och kraschar på jorden, det är dock först då det riktiga äventyret börjar. Många av deras låtar sprider budskap om gemenskap. 
Deras debutsingel, "Spaceships", släpptes 8 april 2016 på Martin Garrix eget skivbolag, STMPD RCRDS. Sedan dess har de släppt sammanlagt 13 singlar (inklusive 1 remix) varav 6 av dessa är singlar till deras debutalbum, "Greatest Hits Volume 1", som släpptes den 17 november 2021.
AREA21 har strax under 180 000 prenumeranter på YouTube och cirka 118 000 följare på Instagram.
| År   | Titel                  | Utgivningsdatum | Album                  | Kommentar                                      |
| ---- | ---------------------- | --------------- | ---------------------- | ---------------------------------------------- |
| 2016 | Spaceships             | 2016-04-06      | -                      |                                                |
| 2016 | Girls                  | 2016-05-20      | -                      |                                                |
| 2017 | We Did It              | 2017-06-23      | -                      |                                                |
| 2017 | Glad You Came          | 2017-12-01      | -                      |                                                |
| 2018 | Happy                  | 2018-02-18      | -                      |                                                |
| 2019 | HELP                   | 2019-03-08      | -                      |                                                |
| 2021 | La La La               | 2021-04-09      | Greatest Hits Volume 1 |                                                |
| 2021 | Pogo                   | 2021-05-21      | Greatest Hits Volume 1 |                                                |
| 2021 | Mona Lisa              | 2021-06-18      | Greatest Hits Volume 1 |                                                |
| 2021 | La La La (Drove Remix) | 2021-07-23      | -                      |                                                |
| 2021 | Lovin' Every Minute    | 2021-08-27      | Greatest Hits Volume 1 | Martin Garrix & Maejor är listade som artister |
| 2021 | Followers              | 2021-09-17      | Greatest Hits Volume 1 | Martin Garrix & Maejor är listade som artister |
| 2021 | Own The Night          | 2021-10-15      | Greatest Hits Volume 1 |                                                |

### Albumet "Greatest Hits Volume 1"
Debutalbumet innehöll förutom de 6 singlar som släpptes under 2021 6 nya tidigare osläppta låtar:
- 21
- No Angel
- Human
- All I Need
- Time Machine
- Going Home

I samband med att albumet släpptes så släppte man även en musikvideo till "Time Machine". Albumet gavs ut av STMPD RCRDS och Hollywood Records. 

### Livealbumet "Live On Planet Earth"
Våren 2023 släppte AREA21 ett livealbum med inspelningar från sin förinspelade konsert som gick att se på streamingtjänsterna Disney+. Hulu & Star+ beroende på vilken region man bor i. Albumet innehöll liveversioner av några av deras mest populära singlar. 